# Fowleria vaiulae
Fowleria vaiulae és una espècie de peix pertanyent a la família dels apogònids.

## Descripció
- Pot arribar a fer 5 cm de llargària màxima.
- Clapejat de color marró amb 6-8 franges pàl·lides i 3-4 bandes fosques que li irradien des dels ulls.
- 8 espines i 9 radis tous a l'aleta dorsal i 2 espines i 8 radis tous a l'anal.[6][7][8]

## Hàbitat
És un peix marí, associat als esculls costaners i de clima tropical que viu a 3-25 m de fondària (normalment, a 3-12) i entre els coralls del gènere Acropora.

## Distribució geogràfica
Es troba des del mar Roig i l'illa de Rodrigues fins a les illes de la Línia, Tonga, les illes Filipines, el nord d'Austràlia, Nova Caledònia i les illes Loyauté.

## Observacions
És inofensiu per als humans.